# Hissing Fauna, Are You the Destroyer?
Hissing Fauna, Are You the Destroyer? è l'ottavo album discografico in studio del gruppo musicale statunitense Of Montreal, pubblicato nel 2007 per la Polyvinil.

## Tracce
1. Suffer for Fashion – 2:59
2. Sink the Seine – 1:04
3. Cato as a Pun – 3:02
4. Heimdalsgate Like a Promethean Curse – 3:18
5. Gronlandic Edit – 3:24
6. A Sentence of Sorts in Kongsvinger – 4:54
7. The Past Is a Grotesque Animal – 11:52
8. Bunny Ain't No Kind of Rider – 3:51
9. Faberge Falls for Shuggie – 4:31
10. Labyrinthian Pomp – 3:21
11. She's a Rejecter – 4:02
12. We Were Born the Mutants Again with Leafling – 4:57